# Гай Атей Капітон
Гай Атей Капітон (лат. Gaius Ateius Capito; 30 рік до н. е. — 22 рік) — консул-суффект 5 року, відомий давньоримський правник, очільник Сабініанської школи права, державний діяч часів імператора Октавіана Августа.

## Життєпис
Син Гая Атея Капітона, народного трибуна 55 року до н. е. Був учнем відомого правника Авла Офілія. Загалом він був прихильником імператора Августа, виявляючи у багатьох питаннях поступливість. Надавав тлумачення щодо пророцтв Сивіли з Секулярних ігор. У 5 році став консулом-суффектом. у 13 році Капітона було призначено наглядачем водопроводів Риму, 15 року він також став куратором берегів Тибру.

## Правництво
Сабініанська школа права була разом з Прокуліанською найвпливовішою школою права часів ранньої Римської імперії. Безпосередньо її очільник — Атей Капітон — багато зробив досліджень щодо карного права, прав авгурів, священного права. За імператорів з династії Юліїв-Клавдіїв твори Капітона мали суттєву вагу, а згодом втратили значущість.

## Твори
- Про право понтифіків з 6 книг
- Про священне право з 7 книг.
- Різне з 9 книг
- Про сенаторські обов'язки.
- Про права авгурів.
- Листи.
- Про карні процеси.